# Eustacio Rizo
Eustacio Rizo Escoto (né le 30 septembre 1971 à Arandas au Mexique) est un joueur de football international mexicain, qui évoluait au poste d'attaquant.

## Biographie

### Carrière en sélection
Avec l'équipe du Mexique, il joue 4 matchs (pour 3 buts inscrits) entre 1995 et 1997. 
Il figure dans le groupe des sélectionnés lors de la Gold Cup de 1996 remportée par son équipe. Il participe également à la Copa América de 1997, où son équipe se classe troisième.

## Palmarès
| Estudiantes Tecos - Championnat du Mexique (1) : - Champion : 1993-94. - Coupe des vainqueurs de coupe (1) : - Vainqueur : 1995. |  | Mexique - Gold Cup (1) : - Vainqueur : 1996. |